# Roberto Della Seta
Roberto Della Seta (Roma, 15 agosto 1959) è un giornalista, storico e politico italiano.Dal 2003 al 2007 è stato presidente nazionale di Legambiente. Nel 2007 è stato nominato responsabile ambiente nel primo esecutivo del neonato Partito Democratico ed eletto nell'assemblea costituente. È stato senatore del Pd e capogruppo nella Commissione Ambiente nella XVI Legislatura. 
Durante la sua esperienza politica nel Pd è spesso entrato in polemica con le posizioni ufficiali del suo partito, e in diverse occasioni (decreti legge sull'Ilva di Taranto, legge sul finanziamento pubblico dei partiti, ratifica del trattato di amicizia con la Libia di Gheddafi) ha votato in dissenso dal suo gruppo in Senato. Non ricandidato nelle elezioni del 2013, nel giugno 2013 ha lasciato il Pd e fondato il movimento politico Green Italia insieme all'ex-senatore del Pd Francesco Ferrante, alla co-presidente del Partito Verde Europeo Monica Frassoni e ad altri esponenti ecologisti. Nelle elezioni europee del maggio 2014 è stato candidato nella lista Verdi Europei - Green Italia. Ha fondato nel 2013 e da allora presiede la Fondazione Europa Ecologia, impegnata per promuovere le buone pratiche "green" nell'economia, nella politica, nell'amministrazione. 
Collabora con diverse testate giornalistiche e da sempre alterna l'attività politica e giornalistica con l'impegno nella ricerca storica. Si è occupato prevalentemente di storia urbanistica e di storia del pensiero ecologico. 
Per metà è di origine ebraica.

## Pubblicazioni
- I suoli di Roma. Uso e abuso del territorio nei cento anni della capitale (con Piero Della Seta), Roma, Editori Riuniti, 1988.
- La difesa dell'ambiente in Italia. Storia e cultura del movimento ecologista, Roma, Franco Angeli, 1999.
- Dizionario del pensiero ecologico. Da Pitagora a no-global (con Daniele Guastini), Roma, Carocci, 2007.
- Patria. Un'idea per il nostro futuro (con Emanuele Conte), Milano, Garzanti, 2011.
- La sinistra e la città. Dalle lotte contro il sacco urbanistico ai patti col partito del cemento (con Edoardo Zanchini), Roma, Donzelli, 2013.